# Pablo Becker
Pablo Ignacio Becker (Los Quirquinchos, Santa Fe, Argentina, 29 de abril de 1993) es un futbolista argentino. 

## Trayectoria
Comenzó a jugar en las inferiores de Rosario Central en la categoría Infantil A en la temporada 2006/07. Al poco tiempo de empezar a jugar en Rosario, a los 13 años, decidió ir a probarse a las inferiores del Barcelona. Fue aceptado y estuvo viviendo durante 40 días en La Masía pero decidió volver a Argentina ya que estaba solo en España. Al regresar volvió a jugar en Central y debutó en las inferiores de AFA en séptima división en 2009: jugó un total de 57 partidos y marcó 26 goles en las juveniles canallas.
En noviembre de 2010 firmó su primer contrato profesional por 4 años ya que la dirigencia consideró que era una de las principales promesas de las divisiones inferiores. Con 17 años jugó su primer partido en la primera de Rosario Central el 4 de diciembre de 2010 ante Gimnasia y Esgrima de Jujuy, donde ingresó a los 64 minutos en lugar de Jonathan Gómez. No volvió a jugar en esa temporada porque en el primer semestre del 2011 sufrió una lesión que no le permitió disputar ningún partido. Tampoco disputó ningún partido de la Primera B Nacional 2011/12 ni de la Copa Argentina a pesar de formar parte de las pretemporadas del primer plantel.
Volvió a ganar continuidad en el primer equipo recién en la temporada 2012/13. Ingresó durante el segundo tiempo ante Huracán por la tercera fecha del torneo y fue titular por primera vez ante Nueva Chicago por la quinta jornada. Durante ese partido marcó su primer gol como profesional. Hizo su segundo gol en la victoria por 3 a 1 ante Atlético Tucumán. 
En ese entonces era el futbolista más destacado del conjunto "canalla" por ser muy veloz, tener excelente dribling y muy buena visión de juego que llamaron la atención de clubes europeos.
Si bien se había ganado su lugar como titular indiscutido y era el 10 "canalla", las lesiones lo dejaron fuera del equipo durante varios encuentros de la segunda mitad de la temporada
ingresando generalmente en los segundos tiempos. Al terminar el torneo su equipo finalizó primero y ascendió a la Primera División.
Con el regreso de Rosario Central a Primera División y durante el Torneo Inicial 2013 , el Torneo Final 2014 y el Torneo de Transición 2014, Becker tuvo buenas campañas siendo titular e ingresando en los segundos tiempos ; pero cerca de finalizar el torneo de transición , a mediados de noviembre de 2014, se le diagnostica una hernia de disco que le impide jugar los últimos encuentros y recién volviendo a concentrar para la fecha 12 del Campeonato De Primera División 2015; ingresando al partido en el segundo tiempo por Gustavo Colman.

### Defensa y Justicia
En 2016 integra el plantel de Defensa y Justicia a préstamo por un año, transcurriendo su estadía en Defensa el futbolista sufre una fractura de tobillo
Pasada la temporada retorna a Rosario Central .

### Rosario Central
Luego de su paso por Defensa y Justicia y recuperarse de su lamentable lesión. El jugador viaja a Grecia para firmar su contrato con el Asteras Tripolis de aquel país en calidad de préstamo.
Pero finalmente no pasó la revisión y el pase quedó trunco.

### Aldosivi
A mediados de la temporada 2019/20, luego de estar a prueba durante la respectiva preparación física de cara a la vuelta de la Superliga, Pablo Becker firmó contrato por 6 meses con Aldosivi. De esta forma, tras disputar varios minutos y convertir un gol (frente a Huracán en la Fecha 20), post párate del fútbol argentino por la pandemia por coronavirus finalmente "el tiburón" marplatense decidió renovar su contrato más allá de esos primeros meses.

## Estadísticas

### Clubes
- Actualizado hasta el 30 de noviembre de 2020.

| Rosario Central Argentina |                     |                     |    |   |    |   |   |    |    |      |      |
| 2.ª | 2010-11             | 1                   | 0  | - | -  | - | - | 1  | 0  | 0,00 |      |
| 2.ª | 2011-12             | 0                   | 0  | 0 | 0  | - | - | 0  | 0  | 0,00 |      |
| 2.ª | 2012-13             | 17                  | 2  | 1 | 0  | - | - | 18 | 2  | 0,11 |      |
| 1.ª | 2013-14             | 8                   | 0  | 0 | 0  | - | - | 8  | 0  | 0,00 |      |
| 1.ª | 2014                | 16                  | 0  | 5 | 0  | 2 | 1 | 23 | 1  | 0,04 |      |
| 1.ª | 2015                | 1                   | 0  | 1 | 0  | - | - | 2  | 0  | 0,00 |      |
| 1.ª | 2016                | 3                   | 0  | 0 | 0  | 3 | 0 | 6  | 0  | 0,00 |      |
| 1.ª | 2017-18             | 3                   | 0  | 0 | 0  | 0 | 0 | 3  | 0  | 0,00 |      |
| 1.ª | 2018-19             | 2                   | 0  | 0 | 0  | 0 | 0 | 2  | 0  | 0,00 |      |
| Total club | Total club          | Total club          | 51 | 2 | 7  | 0 | 5 | 1  | 63 | 3    | 0,04 |
| Defensa y Justicia Argentina |                     |                     |    |   |    |   |   |    |    |      |      |
| 1.ª | 2016-17             | 3                   | 0  | 0 | 0  | 0 | 0 | 3  | 0  | 0,00 |      |
| Total club | Total club          | Total club          | 3  | 0 | 0  | 0 | 0 | 0  | 3  | 0    | 0,00 |
| Deportes Antofagasta · Chile |                     |                     |    |   |    |   |   |    |    |      |      |
| 1.ª | 2018                | 8                   | 1  | 0 | 0  | - | - | 8  | 1  | 0,12 |      |
| Total club | Total club          | Total club          | 8  | 1 | 0  | 0 | - | -  | 8  | 1    | 0,12 |
| Aldosivi Argentina |                     |                     |    |   |    |   |   |    |    |      |      |
| 1.ª | 2019-20             | 2                   | 1  | 1 | 0  | - | - | 3  | 1  | 0,33 |      |
| 1.ª | 2020                | -                   | -  | 3 | 0  | - | - | 3  | 0  | 0,00 |      |
| Total club | Total club          | Total club          | 2  | 1 | 4  | 0 | - | -  | 6  | 1    | 0,16 |
| Total en su carrera | Total en su carrera | Total en su carrera | 64 | 3 | 11 | 0 | 5 | 1  | 80 | 4    | 0,05 |
| (1) Las copas nacionales se refiere a la Copa Argentina, a la Copa de la Liga Profesional y a la Copa Chile. (2) Las copas internacionales se refiere a la Copa Libertadores y a la Copa Sudamericana. (3) Media de goles por encuentro. No incluye goles en partidos amistosos. |                     |                     |    |   |    |   |   |    |    |      |      |

## Palmarés

### Campeonatos nacionales
| Título                           | Club            | Sede    | Año     |
| -------------------------------- | --------------- | ------- | ------- |
| Campeonato de Primera B Nacional | Rosario Central | Rosario | 2012/13 |